# Sferosyderyt

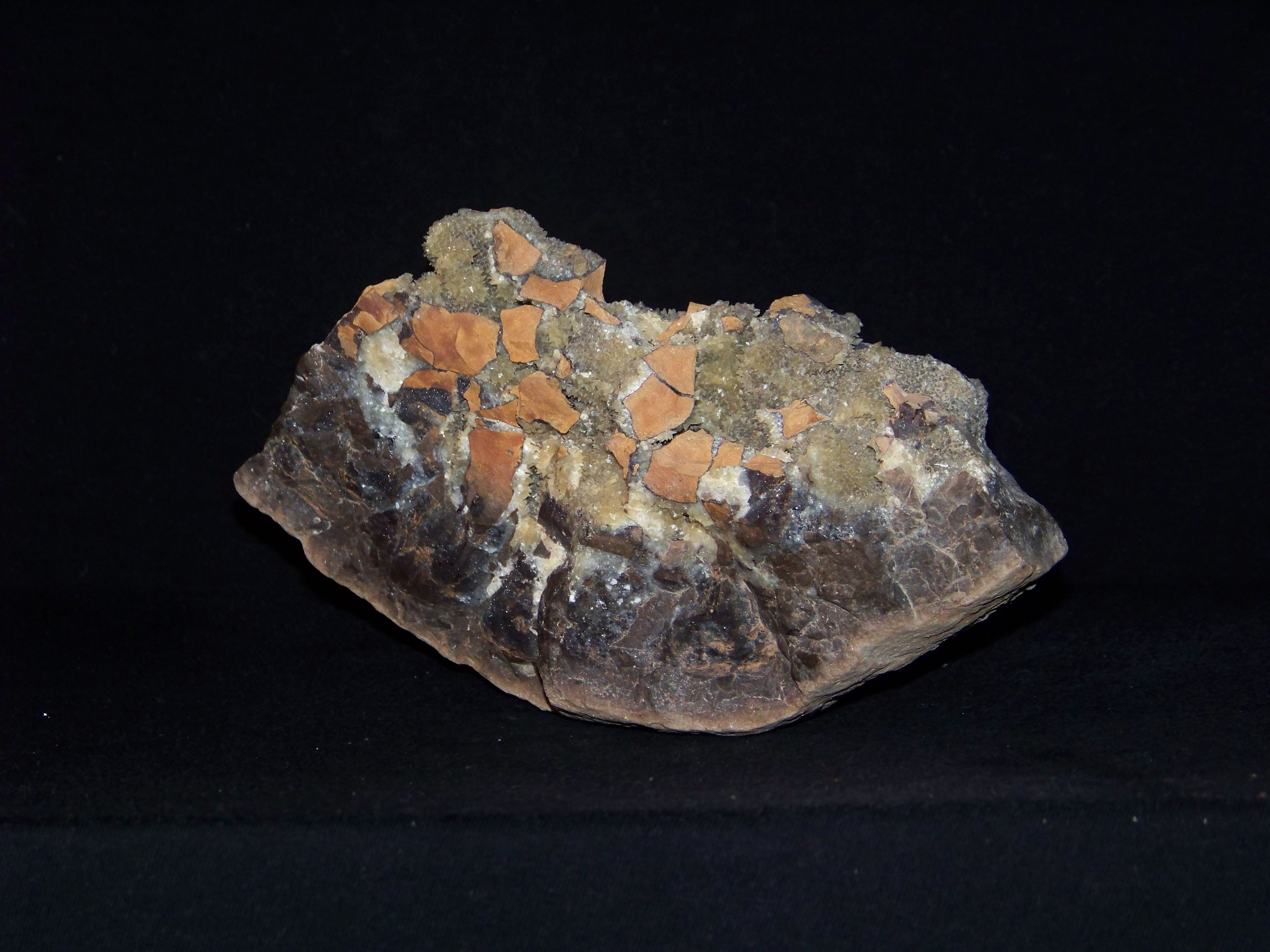
Fragment (odłamek) sferosyderytu z kalcytem i pirytem (Jura Krakowsko-Częstochowska)

Sferosyderyt (z gr. σφαῖρα sphaîra "kula" oraz σίδηρος sídēros "żelazo") – skała osadowa, zbudowana głównie z syderytu,  z domieszkami kalcytu, manganu, magnezu oraz mieszaniny minerałów ilasto-piaszczystych. 
Niskoprocentowa ruda żelaza, występująca w postaci kulistych lub owalnych konkrecji – ich średnica waha się od kilku do kilkunastu cm; czasami spotykane są sferosyderyty o średnicy blisko 1 m. Najczęściej mają  zabarwienie brunatne  lub żółtawe. 
W Polsce spotykane są masowo w łupkach ilastych w okolicach Częstochowy – tu znaleziono okazy o średnicy przekraczającej 1 m.  Występują w osadach ilastych na terenie Górnego Śląska – okolice Będzina oraz w osadach fliszu karpackiego  w Karpatach. 
W wieku XIX sferosyderyty na terenie Staropolskiego Okręgu Przemysłowego zostały  opisane przez Hieronima Łabęckiego jako występujące w utworze piaskowca białego „którego ciąg  obfity w kamionkany żelaza  i rudę ilastą żelaza, leży w pokładach gliny i iłu w utworze piaskowca białego. Rozpoczyna się od Małoszyc (między Ćmielowem i Opatowem), idzie przez Grocholice, Goździelin, Miłków, Szewno, Jędrzejowice, Częstocin, Kunów, Nietulisko, Krynki, Dziurów, Michałów, Wierzbnik, Starachowice, aż pod Wąchock i dalej”.
Sferosyderyty spotykane są także w Wielkiej Brytanii – w Kumbrii i w Niemczech – w okolicach Halle.
Sferosyderyty wykorzystywane są  głównie jako ruda żelaza. 